# ランプール・ハウンド

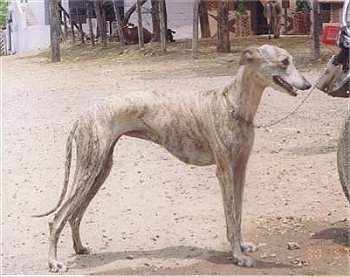

ランプール・ハウンド（英：Rampur Hound）は、インドのランプール地方原産のサイトハウンド犬種のひとつである。
別名はランプール・グレイハウンド（英：Rampur Greyhound）、ランプーリ（英：Rampuri）、ランプーレ（英：Rampuree）、ランプール・ドッグ（英：Rampur Dog）、ノース・インディアン・ランプール・ハウンド（英：North Indian Ramrur Hound）、ノース・インディアン・グレイハウンド（英：North Indian Greyhound）など。

## 歴史

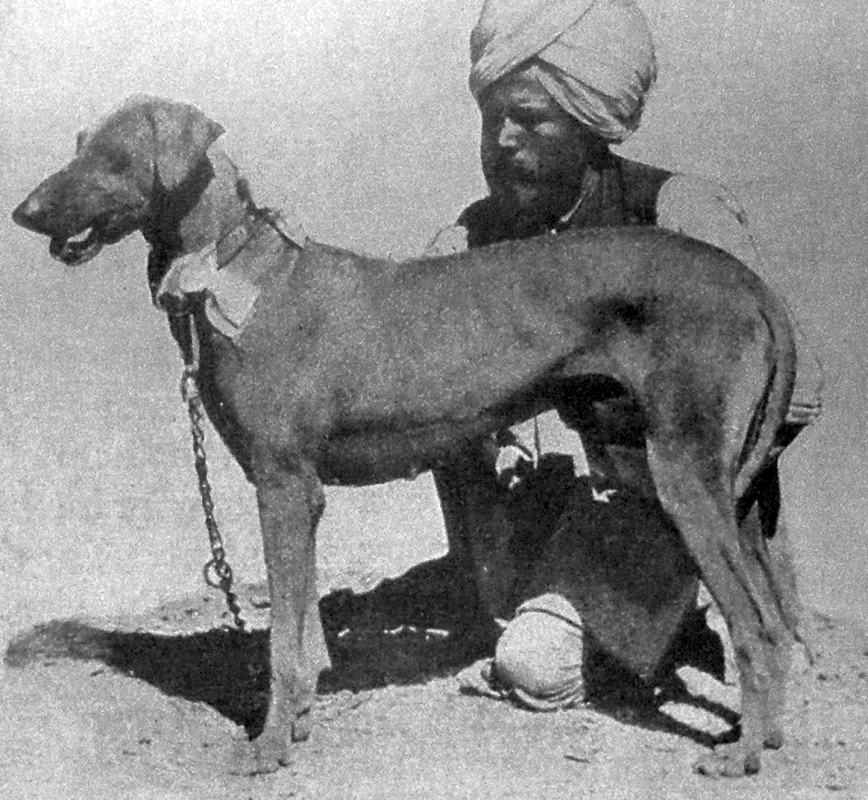

生い立ちは不詳である。仮説としてはタイガンと親戚種であるという説やイングリッシュ・グレイハウンドが元になっているという説、サルーキが元になっているという説などが存在する。
主にイノシシやシカ、ジャッカルなどを狩るのに使われていた。視覚で獲物を捜索し、サイトハウンドの持ち味である俊足で一気に加速して獲物を仕留めた。尚、獲物がとても力強い生き物であるため、走る速さよりも力強さのほうをメインとして改良された犬種である。
もともとマハラジャ階級の人のみが飼育を許された高貴な犬であったが、後に若干下の階級の人にも飼育されるようになった。
初めて国外に公式に持ち出されたのは1877年で、イギリスに輸出されロンドン動物園で展示飼育が行われた。
現在は狩猟の規制により役目が少なくなり、絶滅に危機に瀕している。雑種化が進んでいることもあり、オリジナルのランプールを見かけることは極めて難しいとさえ言われている。保存会が存在するかどうかはよく分かっていない。

## 特徴
がっしりとした筋骨隆々の体つきをした、大きなサイトハウンドである。他のサイトハウンド犬種と同様にマズル、首、脚、胴、尾が長いが、頚部が丈夫であごの力は強靭である。体の力はかなり強い。耳は垂れ耳、尾は飾り毛のないサーベル形の垂れ尾。コートはスムースコートで、毛色はグレー・アンド・ホワイトだが、稀にブラック・アンド・ホワイトのものもいる。後者はかつて特に狩猟能力が高いと信じられていて、非常に重宝されていた。大型犬サイズで、性格は主人に忠実で従順、勇敢で狩猟本能が高い。家族以外の人にはまず心を許さず、部外者と見なしたものには吠えて威嚇をするのではなくいきなり噛み付こうとする傾向にあると言われている。しつけは主人からのみ受け付ける。状況判断力は高く、スタミナが多く運動量は膨大である。